# Johannes Martinus Sinnige
Johannes Martinus (Jan) Sinnige (Rotterdam, 8 oktober 1923 - concentratiekamp Groß-Rosen, 31 januari 1945) was Engelandvaarder en oorlogsslachtoffer.

## Familie
Hij was zoon van Laurentius Renoldus Sinnige (1882-1964) en Catharina Vrolijk (1887-1978).
Zijn vader was directeur van de N.V. Rotterdamse Zoutziederij te Kralingse Veer. Hij werd vernoemd naar zijn grootvader, de Haagse kunstschilder Johannes Martinus Vrolijk (1845-1894).

## Biografie
Johannes Sinnige is 16 jaar als de Tweede Wereldoorlog uitbreekt. De jonge student besluit begin 1944 om via de zuidelijke route over de Pyreneeën naar Engeland uit te wijken, een levensgevaarlijke operatie op zijn leeftijd. Geholpen door verzetsorganisatie Dutch-Paris meldt hij zich in Toulouse bij de Résistance, die vluchtelingen opvangt en naar de grens van de neutrale Spaanse Staat begeleidt. Hij wordt ingedeeld bij een konvooi van 26 man, dat bestaat uit gestrande Amerikaanse en Britse gevechtspiloten, een Joodse vluchteling en andere Engelandvaarders. De lokale berggidsen "Palo" en "Mireille" (schuilnamen van respectievelijk  Pierre Treillet en Henri Marot) begeleiden het konvooi tot de grens.
Tijdens een zware voettocht door het besneeuwde gebergte wordt het konvooi in Col de Portet-d'Aspet verraden en bij de ’Cabane des Evadés’ door een nazi-patrouille onder vuur genomen. Slechts een klein aantal weet te ontkomen. Gevangengenomen vluchtelingen worden naar de gevangenis Saint-Michel in Toulouse gedeporteerd.
Aanvankelijk werd gedacht dat Sinnige op 8 april 1944 tijdens transport van de Pyreneeën naar concentratiekamp Mauthausen is overleden. Later blijkt echter dat hij op 31 januari 1945 tijdens de evacuatie van Außenkommando Monowitz naar het kamp Groß-Rosen bij Kdo Landeshut (Waldenburg) door de  SS is gedood. Johannes Martinus Sinnige werd slechts 21 jaar.